# Павлюк Ілларіон Станіславович
Ілларіон Станіславович Павлюк (14 травня 1980 , Скадовськ, Херсонська область ) — український письменник, продюсер, начальник Управління преси та інформації МОУ, лейтенант Збройних Сил України (з 2023), учасник російсько-української війни, журналіст, документаліст, автор бестселерів «Я бачу, вас цікавить пітьма», «Білий попіл», «Танець недоумка». Багатодітний батько.
У 2015 році брав участь у російсько-українській війні в складі добровольчого батальйону «Гарпун». Від початку повномасштабного вторгнення мобілізувався в один з підрозділів ГУР МО України. З 2023 року служить у Міністерстві оборони України.

## Біографія
Народився 1980 року на Херсонщині в місті Скадовськ. Із семирічного віку 10 років мешкав із батьками на Далекому Сході Росії — на Сахаліні. Після повернення в Україну жив у Луганську. Закінчив Східноукраїнський національний університет імені Володимира Даля (1996—2001 рр.) за спеціальністю «Журналістика». 2001 року переїхав до Києва, де розпочав медійну кар'єру як журналіст. Працював репортером-міжнародником — спеціалізувався на арабо-ізраїльському конфлікті.
На початку 2010 року прийшов продюсером департаменту документально-художніх проєктів на канал «1+1». 2011 року входив до складу журі 63-ї американської телепремії «Еммі». У грудні 2011 року разом із командою залишив канал.
Співвласник продакшн-компанії Ivory Films.
Став автором документальних стрічок: «Код нації», «Звичайні зомбі. Як працює брехня», «Зомбі 2. Промивка Мізків», «Лазуровий пил» та інших.
Ілларіон Павлюк — автор трьох романів, виданих у «Видавництві Старого Лева».
2018 року вийшов його дебютний роман — «Білий попіл», детектив у стилі нуар із відсилками до повісті Миколи Гоголя «Вій».
2019 року автор представив свій науково-фантастичний роман «Танець недоумка», який увійшов до короткого списку премії «Книга року BBC — 2019».
2020 року вийшов друком психологічний трилер «Я бачу, вас цікавить пітьма», який увійшов до короткого списку премії «Книга року BBC — 2020», а у 2023 році очолив топ продажів «Видавництва Старого Лева».
Зізнавався, що після перших бойових зіткнень написав щось, «жахнувся», бо «це було про смерть», і вирішив не писати до 2023 року, бо "це не приносить у цей світ добра".

## Фільми
- 2007: «Ген жорстокості» — автор.
- 2007: «Служу Радянському Союзу?» — автор.
- 2008: «Секти. Контроль свідомості» — автор.
- 2008: «Таємниці радянського дефіциту» — автор[13].
- 2009: «Потойбіччя. Сни» — автор.
- 2010: «Рівень секретності 18» — продюсер, сценарист.
- 2012: «ДНК. Портрет нації» — продюсер, сценарист.
- 2013: «ДНК-2. В пошуках жінки» — продюсер, сценарист.
- 2014: «Код нації» — автор.
- 2014: «Планета мавп: куди зникають розумні діти?»[14] — автор.
- 2015: «Звичайні зомбі. Як працює брехня» — автор.
- 2016: «Лазуровий пил» — автор[15].
- 2018: «Зомбі 2. Промивка Мізків» — автор[16].

## Твори
- «Білий попіл» (Львів: «Видавництво Старого Лева», 2018) — трилер у стилі нуар[7].
- «19 різдвяних оповідань» (Львів: «Видавництво Старого Лева», 2018), оповідання «Маріє, Різдво!»
- «Танець недоумка» (Львів: «Видавництво Старого Лева», 2019) — космічна пригодницька фантастика[17][18].
- «Я бачу, вас цікавить пітьма» (Львів: «Видавництво Старого Лева», 2020)[19].

## Сім'я
Багатодітний батько.